# 第6回統一地方選挙
第6回統一地方選挙（だい6かいとういつちほうせんきょ）は、日本の地方公共団体の首長と議会議員の選挙を統一して実施する統一地方選挙で、1967年4月15日と4月28日の2回の投票日に分けて実施された。

## 概要
日本国憲法施行後の地方自治制度発足に伴う1947年4月の第1回統一地方選挙から数えて6回目となる統一地方選挙である。首長と議員およそ4万4000名が改選された。またこの年の1月に行われた第31回衆議院議員総選挙で現れた多党化傾向が、地方議会にどのような変動をもたらすのか、1966年後半から中央政界で持ち上がった「黒い霧事件」問題が地方議会にも波及してきた背景もあり、この問題に対する有権者の審判などが関心を集めた。
戦後生まれの人が、選挙権（満20歳）に達した最初の統一選であった。

## 日程

### 4月15日投票
都道府県知事選挙：18都道府県
北海道、岩手県、秋田県、茨城県、神奈川県、千葉県
東京都、長野県、福井県、大阪府、三重県、和歌山県
島根県、福岡県、佐賀県、大分県、宮崎県、鹿児島県
都道府県議会議選挙：45都道府県（2558名改選）
茨城県議会は前年に黒い霧事件で自主解散したため、沖縄県は米軍の施政下にあるため統一地方選挙の日程から外れている。また東京都議会は65年に黒い霧事件が原因で自主解散しているため補欠選挙のみ。
政令指定都市市長選挙：2市
横浜市、大阪市　
政令指定都市市議会議員選挙：5市
横浜市、名古屋市、京都市、大阪市、神戸市　　
東京都特別区議会議員選挙：22区

### 4月29日投票
亀井光参議院議員（自民）の福岡県知事選出馬に伴う参院福岡県選挙補欠選挙も実施された。
市長選挙：154市
市議会議員選挙：336市（補欠選挙含む）
町村長選挙：993町村
町村議会議員選挙：1525町村

## 選挙結果
党派の凡例
自＝自由民主党、社＝日本社会党、無＝無所属
新旧の凡例
現＝現職、新＝新人

### 4月15日投票
知事選挙では立候補した現職知事14名中12名が当選、このうち秋田県の小畑勇二郎と大分県の木下郁、三重県の田中覚が4選、北海道と茨城県、長野県、大阪府、島根県、佐賀県、宮崎県では3選知事が誕生した。東京都では社会党と共産党が推した美濃部亮吉候補が当選し革新都政が誕生したが、福岡県では唯一の社会党員知事である鵜崎多一が破れた。一方、都道府県議会選挙では自民党が都市部を中心に議席を減らした一方で社会党は改選前より79議席増やし、公明党や共産党、民社党も着実に議席を増やした。この結果、多党化傾向が地方議会でも強まった。
都道府県知事選挙：投票率68.70％
- 北海道（詳細）：町村金五（自現）
- 岩手県：千田正（無現）
- 秋田県：小畑勇二郎（無現）
- 茨城県：岩上二郎（無現）
- 神奈川県：津田文吾（無新）
- 千葉県：友納武人（自現）

- 東京都（詳細）：美濃部亮吉（無新）
- 長野県：西沢権一郎（無現）
- 福井県：中川平太夫（無新）
- 大阪府：左藤義詮（自現）
- 三重県：田中覚（無現）
- 和歌山県：大橋正雄（自新）

- 島根県：田部長右衛門（自現）
- 福岡県：亀井光（無新）
- 佐賀県：池田直（無現）
- 大分県：木下郁（無現）
- 宮崎県：黒田博（無現）
- 鹿児島県：金丸三郎（自新）

| 党派       | 当選者 | 得票       |
| ---------- | ------ | ---------- |
| 自由民主党 | 6      | 6,266,170  |
| 日本社会党 | 0      | 1,828,337  |
| 日本共産党 | 0      | 1,166,679  |
| 無所属     | 12     | 11,922,495 |

都道府県議会議員選挙：投票率71.48％　
改選定数：2558名（うち224名は無投票当選、東京都議補欠選挙の5名も含む）
| 党派       | 当選者 | 得票       |
| ---------- | ------ | ---------- |
| 自由民主党 | 1,450  | 17,306,847 |
| 日本社会党 | 533    | 7,979,667  |
| 民社党     | 98     | 1,724,907  |
| 公明党     | 84     | 1,241,440  |
| 日本共産党 | 37     | 1,486,471  |
| 諸派       | 24     | 251,511    |
| 無所属     | 322    | 6,020,136  |

政令指定都市市長選挙
横浜市：飛鳥田一雄（社現）、大阪市：中馬馨　
政令指定都市市議会議員選挙
| 党派       | 当選者 | 得票      |
| ---------- | ------ | --------- |
| 自由民主党 | 151    | 1,276,859 |
| 日本社会党 | 83     | 773,855   |
| 民社党     | 58     | 465,571   |
| 公明党     | 61     | 482,539   |
| 日本共産党 | 24     | 304,615   |
| 諸派       | 5      | 49,491    |
| 無所属     | 8      | 178,260   |

東京都特別区議会議員選挙
| 党派       | 当選者 | 得票      |
| ---------- | ------ | --------- |
| 自由民主党 | 542    | 1,869,702 |
| 日本社会党 | 170    | 622,513   |
| 民社党     | 39     | 153,828   |
| 公明党     | 124    | 463,987   |
| 日本共産党 | 81     | 271,710   |
| 諸派       | 0      | 4,182     |
| 無所属     | 83     | 391,891   |

### 4月29日投票
市長選挙における現職市長の当選率は75％を超え、現職の優位性を示す結果となった。一方で姫路市長選挙において6選を目指した市長が落選、5選を目指した市長2人も全滅するなど多選に対する有権者の批判も示された。
- 市町村長選挙投票率：76.30％[1]
- 市町村議会議員選挙：76.87％[1]

市長選挙
改選数：154市長（無投票当選21名含む）
| 党派       | 当選者 | 得票      |
| ---------- | ------ | --------- |
| 自由民主党 | 21     | 1,032,804 |
| 日本社会党 | 13     | 1,113,562 |
| 民社党     | 0      | 24,572    |
| 日本共産党 | 1      | 420,001   |
| 諸派       | 0      | 3,154     |
| 無所属     | 119    | 5,611,325 |

市議会議員選挙
| 党派       | 当選者 | 得票       |
| ---------- | ------ | ---------- |
| 自由民主党 | 1,515  | 2,860,648  |
| 日本社会党 | 1,287  | 2,199,297  |
| 民社党     | 244    | 506,517    |
| 公明党     | 839    | 1,335,772  |
| 日本共産党 | 405    | 735,634    |
| 諸派       | 10     | 28,705     |
| 無所属     | 7,357  | 10,669,752 |

町村長選挙
| 党派       | 当選者 | 得票      |
| ---------- | ------ | --------- |
| 自由民主党 | 23     | 92,831    |
| 日本社会党 | 3      | 33,452    |
| 日本共産党 | 0      | 10,025    |
| 無所属     | 967    | 3,611,096 |

町村議会選挙
| 党派       | 当選者 | 得票      |
| ---------- | ------ | --------- |
| 自由民主党 | 398    | 150,407   |
| 日本社会党 | 616    | 224,527   |
| 民社党     | 49     | 18,638    |
| 公明党     | 0      | 1,556     |
| 日本共産党 | 382    | 165,930   |
| 諸派       | 17     | 3,725     |
| 無所属     | 25,726 | 7,860,935 |

出典：表「1967年4月統一地方選挙・党派別当選者数と得票数」（自治省選挙局調）、『朝日年鑑』1968年263頁